# Johann Georg Gödelmann

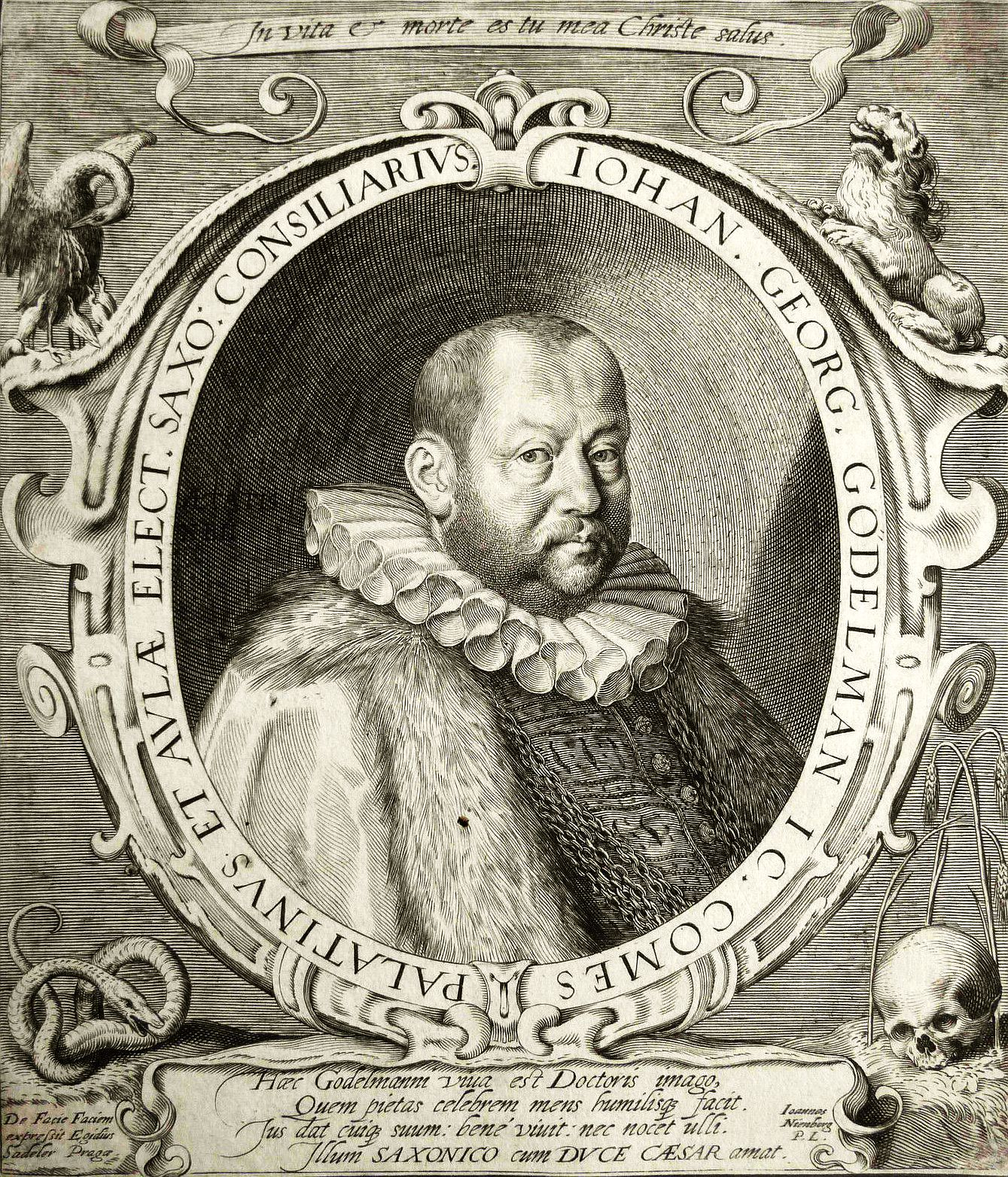
Porträt Gödelmann gestochen von Aegidius Sadeler

Johann Georg Gödelmann (auch: Godelmann; * 12. Mai 1559 in Tuttlingen; † 20. März 1611 in Dresden) war ein deutscher Jurist, Diplomat und Hexentheoretiker.

## Leben
Godelmann stammte aus einflussreicher Familie und immatrikulierte sich am 18. September 1572 an der Universität Tübingen, wo er am 31. März 1574 den akademischen Grad eines Baccalaureus und am 16. Februar 1576 den des Magisters erwarb. Er wechselte für ein Rechtsstudium im November 1578 an die Universität Wittenberg, wo er Schüler von Joachim von Beust und Matthias Wesenbeck war.
Im Juni 1579 setzte er seine Studien an der Universität Rostock fort und ging im Juli 1580 an die Universität Basel. Hier promovierte er am 1. September 1580 zum Doktor der Rechtswissenschaften und erhielt 1583 eine Professur an der Rostocker Akademie, wo er bereits seit 1579 als Dozent tätig gewesen war. Nachdem er in Rostock Vorlesungen zum römischen Recht, Lehn- und Strafrecht gehalten hatte, wurde er 1587 von der Stadt Riga mit der Wahrnehmung ihrer Interessen betraut.
1592 wurde er Hofrat beim Kurfürsten Christian II. von Sachsen und Gesandter am Hof des Kaisers Rudolf II. Besonders mit seinem Engagement gegen die durch den Hexenwahn hervorgerufenen Hexenprozesse machte er sich als Humanist in der Rechtsgeschichte einen Namen. Er lehnte es ab, voreilige Schlüsse aus den Ergebnissen einer Folter zu ziehen und mahnte davor, aus dessen Ergebnissen die Schlussfolgerung der übereilten Todesstrafe zu ziehen. Unter den Hexentheoretikern ist Anton Praetorius von Georg Gödelmann beeinflusst worden.
Seine Haltung im Prozess gegen den sächsischen Kanzler Nikolaus Krell ist umstritten. In seinen Schriften beschäftigte er sich vorwiegend mit dem römischen Recht und er wurde 1597 zum Hofpfalzgraf ernannt.
In zweiter Ehe heiratete er 1602 Katharina Jenitz, Tochter des Kammersekretärs Johann Jenitz und Witwe des Kammermeisters Gregorius Unwirth.

## Hexentheoretiker
Der mecklenburgische Jurist hielt den Hexenflug zum Hexensabbat für „lauter Teufelsgespinst, Trügerei und Phantasie. Dergleichen Phantasie ist auch, dass etliche glauben, dass die Hexen und Zauberer in Katzen, Hunde und Wölfe können verwandelt werden.“
Zum Wetterzauber schrieb er: „so doch Wettermachen Gottes und keines Menschen Werk ist. - Derentwegen kann kein Richter jemanden auf solche Punkte peinigen, viel weniger töten, weil derselbigen mit keinem Wort in der Peinlichen Halsgerichtsordnung (der Carolina) gedacht wird.“
Er sprach sich wohl gegen die Wasserprobe aus, nicht aber konsequent gegen Folter und die Todesstrafe (siehe Tractatus de magis, veneficis et lamiis, III,10 + III,11). Im Vergleich zum Arzt und Hexentheoretiker Johann Weyer, der durch seine Denkansätze den Hexenwahn fundamental zu erschüttern begann, forderte der Jurist Gödelmann lediglich, sich bei Hexenverfolgung an die gesetzlichen Vorschriften der Constitutio Criminalis Carolina zu halten.
Doch so präzis formulierte Anzeigen für Folter kennt die Carolina, Kap. 44 nicht, wie Gödelmann sie z. B. im III,10, 27-29 anführt.
27: „Die 6. Anzeige für Folter liegt vor, wenn die Zauberin dabei gesehen wurde, wie sie Staub oder das Los über das Vieh warf und dieses dann sofort umkam.“
28: „Die 7. Anzeige für Folter liegt vor, wenn die Zauberin sich in einem Haus verdächtig gemacht hat oder im Stall eines anderen ertappt wird und kurz danach Tod oder Krankheit einen befällt.“
29: „Die 8. Anzeige für Folter liegt vor, wenn im Haus der verdächtigten und übel beleumdeten Zauberin ein Topf gefüllt mit Kröten und anderen Zauberdingen gefunden wird.“
Weitere Beispiele findet er im Hexenhammer (malleus maleficarum) des Heinrich Kramer. In seinem lateinisch verfassten Werk, das er für Richter geschrieben hatte, rief Gödelmann dennoch eher zur Besonnenheit bei der Behandlung der Angeklagten auf.
Dieses Anliegen wurde durch die deutsche Übersetzung (erste Ausgabe: 1592) des hessischen Superintendenten Georg Nigrinus konterkariert. Bewusst wollte dieser auch Nichtjuristen ansprechen und so eine breite, gerade mal des Lesens kundige Öffentlichkeit für das Thema „Hexen“ sensibilisieren. Nigrinus ergänzte Gödelmanns Werk durch z. T. tendenziöse Randbemerkungen sowie durch eine Briefbeilage und eine Vorrede, in der er z. B. die Obrigkeit der Stadt Frankfurt a. M. und anderswo mit Eifer aufforderte, „allen Sünden und Lastern zu steuern und sie zu strafen nach ihrem Vermögen: Warum dann nicht auch die Zauberey? Wo sie offenbar und bezeugt worden?“

## Werkauswahl
- Disputatio de magis, veneficis, maleficis et lamiis, praeside Ioanne Georgio Godelmanno … respondente Marco Burmeistero … habita Rostochii XXVI. Febr. anni LXXXIIII. in collegio fratrum, Frankfurt am Main 1584, deutsch [tendenzielle Übersetzung] Frankfurt 1591
- De lites contestatione, Rostock 1578
- Prolegomena lectonium in Ciceronis libros de legibus, Rostock 1583
- Oratio de legum Romanorum dignitate adversus eos, qui, vel ob legum multitudinem, vel varias jurisconsultorum opiniones, a studio juris abhorrent, Rostock 1583
- De jure patronatus, Rostock 1585
- De studiis privatis in jure recte institudendis, Rostock 1588
- De Magis, Veneficis Et Lamiis, Recte Cognoscendis & Puniendis, Libri Tres, His accessit ad Magistratum Clarissimi et Celeberrimi I.C.D. Iohannis Althusij Admonitio, Bd. 1, Bd. 2 und Bd. 3, Frankfurt 1591; deutsche Übersetzung=
- Von Zäuberern/ Hexen und Unholden/ Warhafftiger und Wolgegründter Bericht Herrn Georgii Gödelmanni/ beyder Rechten Doctorn und Professorn in der Hohen Schul zu Rostoch/ wie dieselbigen zuerkennen und zustraffen: Allen Beampten zu unsern zeiten/ von wegen vieler ungleicher und streitigen Meynung/ sehr nützlich unnd nothwendig zuwissen / Jetzund aber allen liebhabern/ mit vorwissen deß Authoris … auffs fleissigste verteutschet/ mit einem sonderlichen Rathschlag und Bedencken gemehret/ alles durch M. Georgium Nigrinum […]. Frankfurt/Main 1592